# 逃城
逃城，或譯避難城，是6座利未人的城鎮，分散在以色列王國和猶大王國，讓誤殺人的犯人請求庇護權；而在城外，受害者家屬可以依法向該等犯人報血仇。在摩西五經列出這六座逃城：在約旦河的東邊有哥蘭、拉末、和比悉，和西邊有基低斯、示劍、和希伯崙。